# Джуліус Стайн
Джуліус Кервін Стайн (англ. Julius Kerwin Stein; 31 грудня 1905, Лондон — 20 вересня 1994, Нью-Йорк), відомий як Жуль Стайн — британський та американський композитор, автор пісень. Творець успішних бродвейських мюзиклів, серед яких, зокрема, «Циганка», «Джентльмени віддають перевагу блондинкам» і «Смішна дівчина».
1955 року Стайн виграв премію «Оскар» у категорії «Найкраща пісня до фільму» за роботу у фільмі «Три монети у фонтані». 1968 року виграв премію «Тоні» за пісню «Hallelujah, Baby!». У 1972 введений у Залу слави авторів пісень, а 1981 — Залу слави американського театру. 1990 року отримав «Драма Деск», а також нагороду центру імені президента Джона Ф. Кеннеді.
|  | Це незавершена стаття про композитора. Ви можете допомогти проєкту, виправивши або дописавши її. |